# Oskar Begas

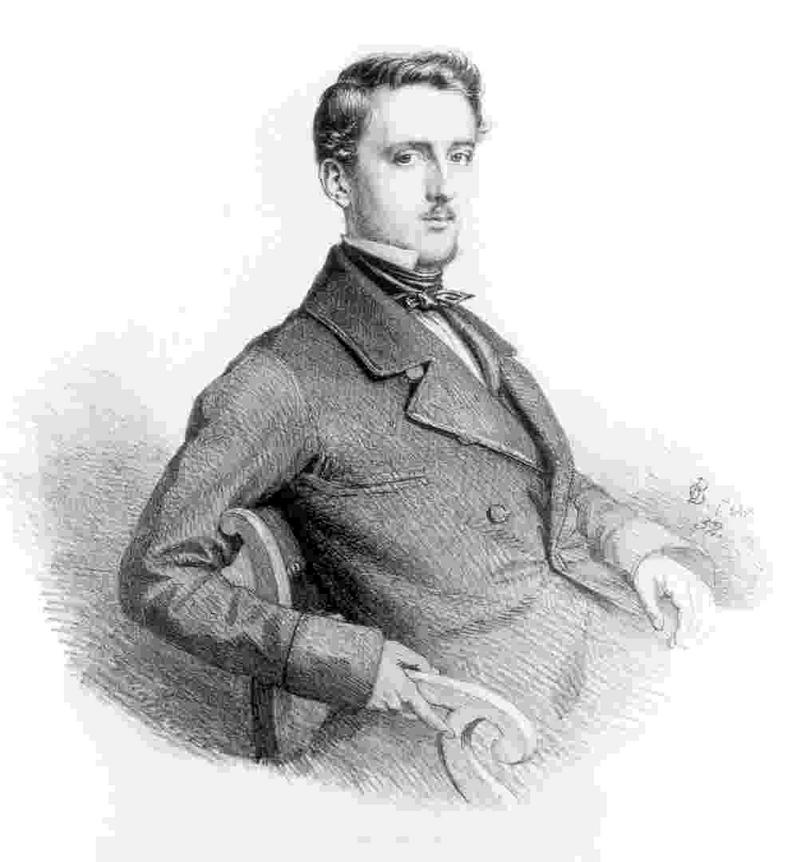
Autorretrato (1852)

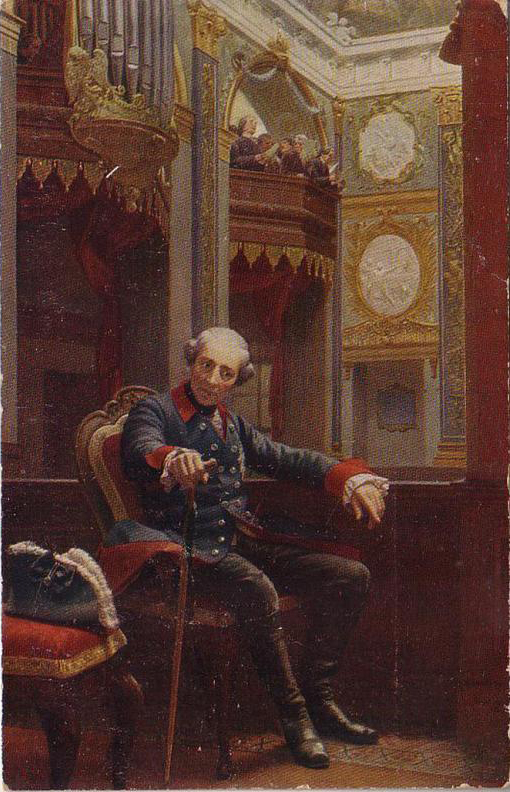
Federico el Grande en la capilla del Palacio de Charlottenburg (1868).

Oskar Begas (31 de julio de 1828 en Berlín - 10 de noviembre de 1883 en Berlín) fue un pintor alemán de retratos y temas históricos.

## Biografía
Tomó sus primeras lecciones de su padre, el conocido pintor Carl Joseph Begas, y empezó haciendo retratos de su familia. Pronto estuvo colaborando en obras con su padre y, a la edad de trece años, recibió su primer encargo. Después, en la Academia de Artes Prusiana, se especializó en pintura histórica. Entre 1849 y 1850, estudió en la Academia de Bellas Artes de Dresde bajo la supervisión de Eduard Bendemann. Vivió en Italia con una beca durante dos años, entre 1852 y 1854.
Retornó a Berlín después de la muerte de su padre, completando una serie de retratos inacabados que representaban Caballeros que habían recibido la Pour le Mérite. Después, recibió muchos encargos del rey Federico Guillermo IV de Prusia, produciendo retratos de Heinrich Friedrich Link, August Böckh, Johannes von Müller y Johann Lukas Schönlein, entre otros. En 1866, fue nombrado Profesor en la Academia, permaneciendo bajo demanda y exhibiendo ampliamente. Hacia el final de su vida, se concentró en los paisajes. Desde su muerte, su estilo se ha considerado bastante formulado.
También hizo obra decorativa, incluyendo lunetas en el Rotes Rathaus y pequeños murales en el salón de baile de la Kaisergallerie (una especie de centro comercial temprano) en el Unter den Linden. Sin embargo, poco de esto se conserva. Un detallado diario que realizó entre 1843 y 1848 ha sido de gran uso entre historiadores culturales. El manuscrito de tres volúmenes se encuentra en la colección del Stiftung Stadtmuseum de Berlín.
Su hermano Adalbert también fue pintor. Sus hermanos Karl y Reinhold fueron ambos escultores.